# Nový Smokovec

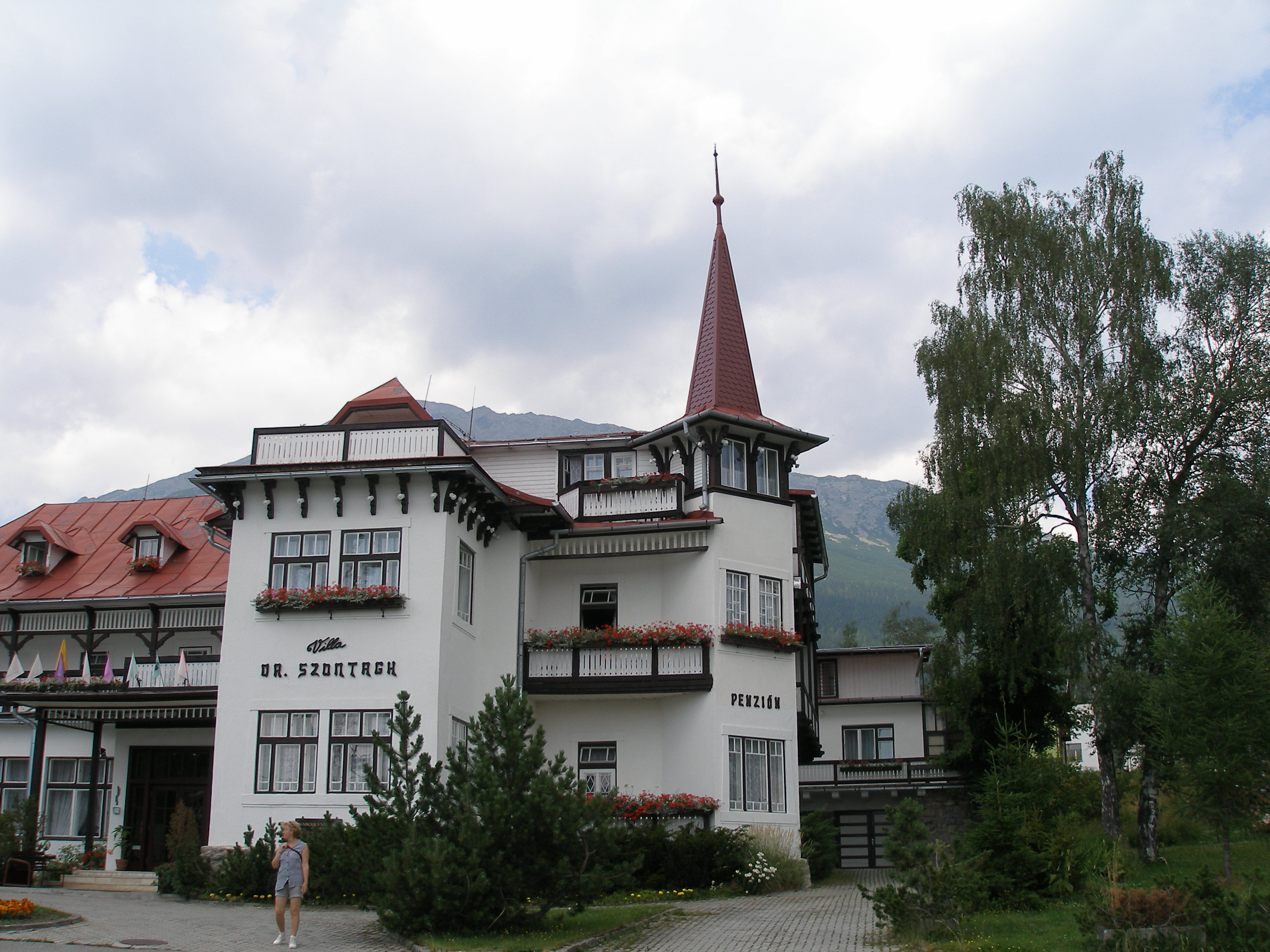
Dr. Szontagh Villa im Ort

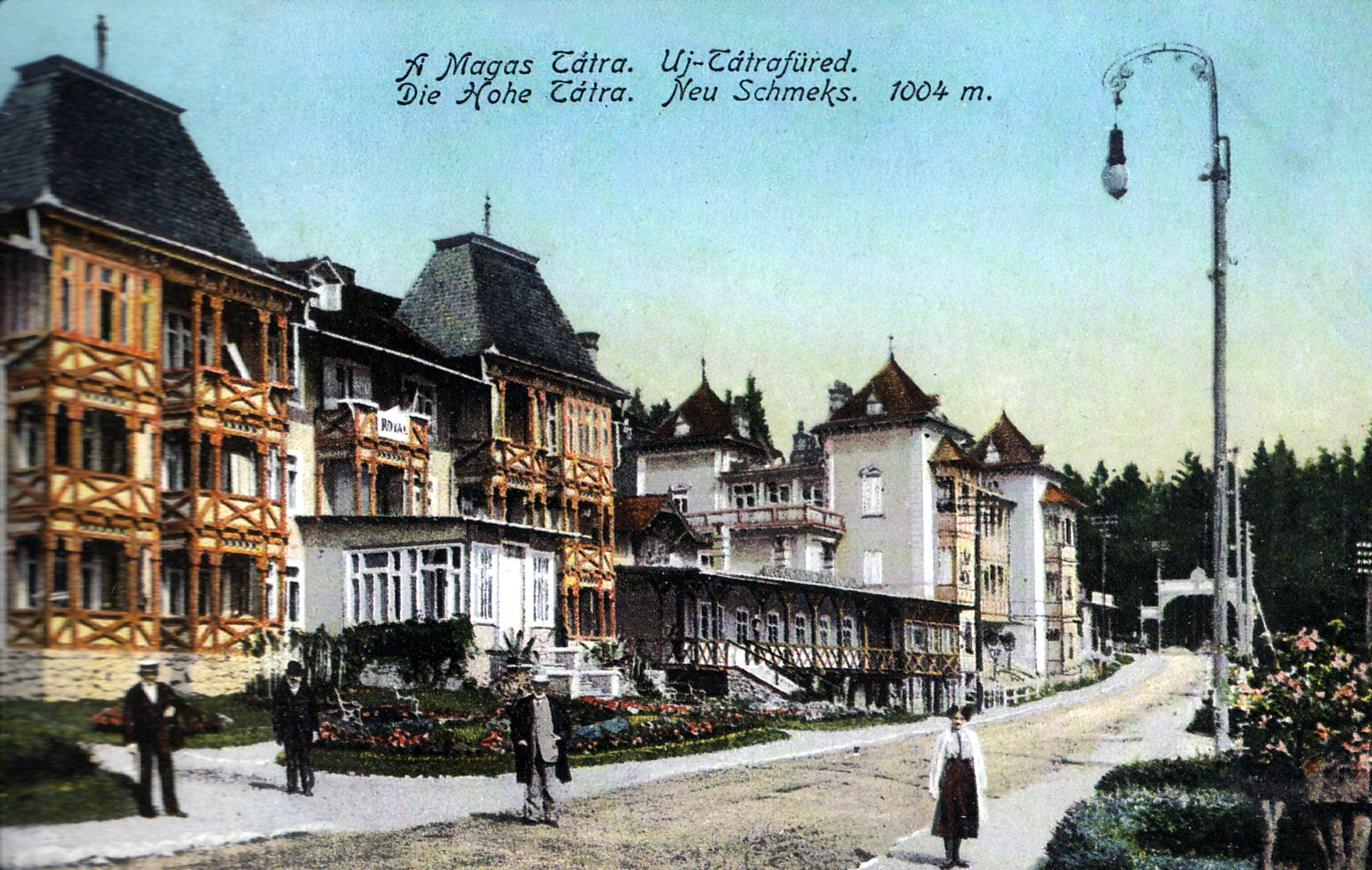
Historische Ansicht

Wappen von Nový Smokovec

Nový Smokovec (deutsch Neuschmecks, ungarisch Újtátrafüred) ist ein Stadtteil der Stadt Vysoké Tatry und Kurort auf der slowakischen Seite der Hohen Tatra am südlichen Fuß von Slavkovský štít, zwischen den Stadtteilen Tatranské Zruby im Westen und Starý Smokovec im Osten, mit dem Nový Smokovec praktisch zusammengewachsen ist. Das Ortszentrum liegt auf einer Höhe von 995 m n.m.
Der Stadtteil entstand 1875, als der Arzt Nikolaus Szontagh der Ältere ein 20 ha großes Grundstück von der Gemeinde Veľký Slavkov (deutsch Großschlagendorf) gepachtet hatte, mit der Absicht, hier auf Klimatotherapie spezialisiertes Sanatorien (darunter noch heute bestehendes Pavilón Royal), damals ein Novum, zu gründen. Die neue Heilstätte nahm 1876 seinen Betrieb auf. Bei den Ausgrabungsarbeiten wurde eine römische Münze aus der Zeit Marc Aurels sowie eine Schmelzanlage aus der Latènezeit gefunden. 1882 wurde ein weiteres Sanatorium (das heutige Branisko) gebaut, 1883 führte Szontagh als erster den ganzjährigen Betrieb ein, auch wenn er anfangs mit Unverständnis der Fachwelt und zurückhaltenden Patienten sich auseinandersetzen musste. 1894 entstand ein dreigeschossiges Hotelgebäude (heute Európa), bis zum Ende des 19. Jahrhunderts standen hier 38 Gebäude, von denen 26 zum Sanatorium mit Gesamtkapazität von 340 Betten gehörten. Die anderen Häuser waren Privatvillen.
Nach dem Tod von Nikolaus Szontagh dem Älteren an die Tuberkulose übernahm sein Sohn, Nikolaus Szontagh der Jüngere, den Betrieb. 1913 entstand hier das erste Kino in der Hohen Tatra. Noch während des Ersten Weltkriegs begann 1916 der Bau eines Großsanatoriums für Tuberkulose-Kranke mit 200 Betten nach einem Projekt des slowakischen Architekten Milan Michal Harminc, vollendet wurde es aber erst 1925 (unter dem Namen Palace-Sanatorium), schon in der Tschechoslowakei. 1933 errichtete die bisher für das Palace-Sanatorium zuständige Aktiengesellschaft den Sanatoriums- und Hotelbetrieb Palace, während der neue Besitzer des Sanatoriums, die Allgemeine Pensionsanstalt, bis 1935 mehrere Zu- und Umbauten durchführen ließ und bis heute den umgangssprachlichen Namen Penzák trägt.
Nach dem Zweiten Weltkrieg wurden die Kurbetriebe verstaatlicht. Nach 1948 entstand am südwestlichen Rand die Siedlung Sibír um die bereits seit 1907 bestehende Villa Sibír (vorher Szikra, ungarisch für Funke), später das Hotel Bystrina und 1970, zum Anlass der Nordischen Skiweltmeisterschaften, die Hotels MS-70 und Park (heute Átrium).
Im Ort steht eine evangelische Kirche im neogotischen Stil aus dem Jahr 1887 mit dem Wahrzeichen der Familie Szontagh, der heilenden Sonne, und im Innern das Grab des Gründers, dazu eine moderne römisch-katholische Peter-und-Paul-Kirche aus den Jahren 1997–2002.
In Nový Smokovec befinden sich die Haltestellen Nový Smokovec und Sibír an der Elektrischen Tatrabahn und die Bushaltestelle Vysoké Tatry, Nový Smokovec, Sibír, ferner liegt der Ort direkt an der Cesta II. triedy 537 („Straße 2. Ordnung“), die hier als Teil des Straßenzugs Cesta Slobody (deutsch Freiheitsstraße) gilt. 